# Ricardo Acuña
Pour les articles homonymes, voir Acuña.
Ricardo Acuña, né le 13 janvier 1958 à Santiago, est un joueur chilien de tennis.
Le classement ATP le plus élevé qu'il a atteint est le 47e le 17 mars 1986.

## Palmarès

### Finale en simple messieurs
| No | Date       | Nom et lieu du tournoi            | Catégorie | Dotation | Surface         | Vainqueur    | Score    |  |
| -- | ---------- | --------------------------------- | --------- | -------- | --------------- | ------------ | -------- |  |
| 1  | 22-11-1982 | Tournoi de tennis de Bahia, Bahia |           | 75 000 $ | Moquette (int.) | Jaime Fillol | 7-6, 6-4 |  |

### Titres en double messieurs
| No | Date       | Nom et lieu du tournoi               | Catégorie | Dotation  | Surface         | Partenaire   | Finalistes               | Score         |  |
| -- | ---------- | ------------------------------------ | --------- | --------- | --------------- | ------------ | ------------------------ | ------------- |  |
| 1  | 07-10-1985 | Grand Prix de Toulouse Toulouse      |           | 125 000 $ | Dur (int.)      | Jakob Hlasek | Pavel Složil Tomáš Šmíd  | 3-6, 6-2, 9-7 |  |
| 2  | 17-11-1986 | WCT-Houston Shootout Houston         |           | 220 000 $ | Moquette (int.) | Brad Pearce  | Chip Hooper Mike Leach   | 6-4, 7-5      |  |
| 3  | 25-01-1988 | Tournoi de tennis de Guaruja Guarujá |           | 100 000 $ | Dur (ext.)      | Luke Jensen  | Javier Frana Diego Pérez | 6-1, 6-4      |  |

### Finales en double messieurs
| No | Date       | Nom et lieu du tournoi | Catégorie | Dotation  | Surface    | Vainqueurs                    | Partenaire     | Score         |  |
| -- | ---------- | ---------------------- | --------- | --------- | ---------- | ----------------------------- | -------------- | ------------- |  |
| 1  | 07-03-1983 | Open de Lorraine Nancy |           | 75 000 $  | Dur (int.) | Jan Gunnarsson Anders Järryd  | Belus Prajoux  | 7-5, 6-3      |  |
| 2  | 31-10-1988 | Ford Cup São Paulo     |           | 100 000 $ | Dur (ext.) | Jay Berger Horacio de la Peña | Javier Sánchez | 5-7, 6-4, 6-3 |  |

## Parcours en Grand Chelem

### En simple
wimbledon 1985 1/4 finale (Jimm Connors)